# اوزمانبوک
اوزمانبوک (به مجاری: Ozmánbük) یک منطقهٔ مسکونی در مجارستان است که در زالا واقع شده‌است.